# Массена (Нью-Йорк)
Массена — город в округе Сент-Лоренс, штат Нью-Йорк, США. Известен также как «Ворота к Четвёртому Побережью». Население составляло 12 833 человек по переписи 2010 года. Город Массена включает в себя деревню с тем же названием.
Город и деревня обязаны своим названием Андре Массена, генералу Наполеона Бонапарта, который отличился во время наполеоновских войн.
Экономика города издавна была связана с производством и переработкой алюминия. В городе расположены заводы Alcoa и Reynolds Metals Company. General Motors уже многие десятилетия имеет в городе завод по производству алюминиевых двигателей, который является одним из наиболее загрязненных промышленных объектов компании. Нью-Йоркское энергетическое управление использует гидроэлектростанцию на реке Святого Лаврентия неподалеку от города.